# Zuyá
Zuyá (en ruso: ruso, en ucraniano: Зуя́, en tártaro de Crimea: Zuya) es una ciudad de Crimea situada en el centro de la península. Forma parte del Raión de Bilohirsk, dentro de la República Autónoma de Crimea de Ucrania y reclamada por la República de Crimea en Rusia.